# Idina Menzel
Idina Menzel (IPA: [ɪˈdiːnə mɛnˈzɛl], született Idina Kim Mentzel) (Queens, New York, 1971. május 30. –) Tony-díjas amerikai színésznő és énekes-dalszerző. A legismertebb szerepei Maureen a Rent és Elphaba a Wicked eredeti szereposztásaiból.

## Gyermekkora
Menzel New York-i Queensben született. Édesanyja, Helene, kezelőorvos, édesapja, Stuart Mentzel, pizsamaárus. Gyermekkorát Syossetben töltötte húgával, Carával. Családnevét később változtatta Menzelre, azt tükrözendő, hogy a Mentzel család teljesen beilleszkedett Amerikában. Mikor Menzel 15 éves volt, szülei elváltak, s elkezdett esküvői és bár micvá-énekesként dolgozni. A munkát folytatta, míg a New York University Tisch School of the Arts karán tanult. Ott BFA diplomát szerzett drámaszakon, majd beválogatták Jonathan Larson Rent című rockmusicalének szereposztásába. Ottani színésztársával, Adam Pascallal már korábban is barátok voltak, s később is dolgoztak együtt.

## Színházi karrier
Menzel 1995-ben részt vett a Rent szereplőválogatásán, mely első profi színházi munkájává és egyben első Broadway-munkájává vált. A Rentet az off-Broadwayen, New York Theatre Workshopban mutatták be 1996. január 26-án, majd népszerűségének köszönhetően még ugyanabban az évben a broadwayi Nederlander Theatre-ben. Maureen Johnson eredeti megformálásáért Tony-jelölést kapott a legjobb új musicalszínésznő kategóriában. 1997. július 1-jéig játszotta a szerepet.
A Rent sikerét követően Menzel kiadta első, Still I Can't Be Still című albumát a Hollywood Recordsnál. Menzel játszotta el először Dorothy szerepét a Summer of ’42-ban a connecticuti Goodspeed Opera House-ban, Sheilát játszotta a Hair New York City Center Encores!-bemutatójában, és a Broadwayen játszotta az Aidában Amneris szerepét. Menzelt jelölték a Drámakritikusok Díjára Kate megformálásáért Andrew Lippa The Wild Party című musicalje 2000-es Manhattan Theatre Club-beli off-Broadway-előadásban. További off-Broadway-szerepei közt megtalálható A Vagina Monológok.
Menzel 2003-ban együtt játszott Kristin Chenoweth énekes–színésznővel a Wicked eredeti Broadway szereposztásában. A musical szerzői Stephen Schwartz és Winnie Holzman. 2004-ben elnyerte a legjobb musicalszínésznőnek járó Tony-díjat Elphaba alakításáért. 2005. január 8-án, az utolsó előtti előtti előadásán, leesett egy csapóajtón és megrepedt az egyik bordája. Így január 9-én nem tudta szerepét eljátszani, de – nem beöltözve – részt vett az előadáson, és elénekelte záródalát, melyet ötperces álló ováció fogadott. Menzel szerepét Shoshana Bean vette át.
A Wickedet követően Michael John LaChiusa See What I Wanna See című off-Broadway-musicaljáben jelent meg a Public Theater-ben. A musical 2005 decemberéig futott, melyért Menzel jelöléseket kapott a Drámakritikusok Díjára és a Drámaszövetség Díjára. Ismét eljátszotta Elphaba szerepét a Wicked West End-bemutatóján, mely a londoni Apollo Victoria Theatre-ben kapott otthont 2006. szeptember 7-én. Ő lett a legtöbbet kereső színésznő a West Enden heti 30 000 dolláros fizetésével. Menzel 2006. december 30-ig játszott ott, majd Kerry Ellis vette át szerepét.
Menzel Florence-et, a magyar menedzsert is eljátszotta a Sakk Royal Albert Hall-beli koncertváltozatában 2008. május 12–13-án olyan színésztársaival, mint Kerry Ellis, Adam Pascal és Josh Groban.
Szintén 2008-ban, július 11. és 13. között Steven Sater és Duncan Sheik Nero című musicaljének olvasó előadásában Poppea szerepét kapta meg.

## Filmes, televíziós és énekesi karrier
Menzel olyan filmekben tűnt fel, mint az Egy csók és más minden, a Csók, Jessica Stein, a Tollbooth, a Water, a Kárhozott szeretők, a Bűbáj és a Rent – Bohém élet, amiben öt eredeti szereposztásból ismert társával együtt szerepelt. Énekesként széles hangterjedelméről ismert.
Szerepelt az 1998-as Lilith Fair koncerten, s azóta is rendszeresen ír és ad elő saját szerzeményeket. Rendszeresen énekel New York különböző helyein, turnéi pedig nagy területeket fednek le.Első albuma, a Still I Can’t Be Still a Hollywood Records gondozásában jelent meg 1998-ban. Az év októberében „Minute” című kislemeze a Radio & Records CHR/Pop Tracks toplistán 48. helyezést ért el.
Második albuma, a Here a független Zel Recordsnál jelent meg 2004-ben. Menzel több filmzenéhez adta hangját, így a Carla új élete című filmhez és a Született feleségek ABC-sorozathoz. 2007-ben énekelte fel a Beowulf – Legendák lovagja végefőcímét, az „A Hero Comes Home”-ot, és duettet énekelt a nagy-britanniai X-faktor második helyezettjének, Rhydian Roberts bemutatkozó albumán.
Harmadik stúdióalbuma, az I Stand 2008. január 29-én került a boltokba. Számos új dal szerepelt az albumon, köztük a kislemezen megjelent „Brave”, a címadó „I Stand”, és az EP-n megjelent „Gorgeous”. Az album ötvennyolcadikként nyitott a Billboard 200-on, s ezzel Menzel első toplistás szólóalbumává vált. Az albumnak megjelent egy különleges limitált kiadása, egy iTunes-, egy Barnes & Noble- és egy Borders-változata is. Az I Stand turnéja az év április 1-jén indult.
2008. november 11-én a Major League Baseballal együttműködve adott ki kislemezt „Hope” címmel, melynek minden bevétele a Stand Up 2 Cancer alapítványhoz ment. November 27-én „I Stand” című dalát adta elő a Macy's Thanksgiving Day Parade-on, az M&M's kocsiján.
Menzel visszatérő vendégszereplőként jelent meg a Glee – Sztárok leszünk! című televíziós sorozatban, Shelby Corcoran szerepében, aki a rivális showkórus, a Vocal Adrenaline tanára. Már a sorozat indulásakor több rajongónak feltűnt a Rachel Berryt játszó Lea Michele és Menzel közötti hasonlóság. Menzel férje, Taye Diggs azt nyilatkozta, hogy feleségét érdekelte a lehetőség, hogy eljátssza Rachel vér szerinti édesanyját. Corcoran először a 2010. április 13-i „Mindenki mással csinálja” részben tűnt fel, majd a május 18-i „Álmodj tovább!”-ban derült ki, hogy Corcoran Rachel édesanyja, aki Rachel meleg apjainak petedonor kereső hirdetésére válaszolt. Rachel egy korábbi epizódban előadta a „Defying Gravity”-t a Wickedből, mely Menzelt híressé tette. A sorozatban Menzel és Michele karaktere együtt adta elő az „I Dreamed a Dream”-et A nyomorultakból és Lady Gaga „Poker Face” című számát. A harmadik évadban újabb részekre tért vissza az „I Am Unicorn” epizódtól kezdődően.
Menzel 2010. július 19-én fellépett Barack és Michelle Obama elnöki pár előtt az A Broadway Celebration: In Performance at the White House elnevezésű koncerten a Fehér Házban, ahol a Wickedből a „Defying Gravity” és az A Chorus Line-ból a „What I Did For Love” című dalokat adta elő. A koncertet a PBS sugározta 2010. október 20-án.
2010 áprilisában Menzel koncertsorozatba kezdett, mely során különböző szimfonikus zenekarokkal együtt lépett fel (New York Philharmonic, Boston Pops Orchestra, North Carolina Symphony). 2011 októberében Nagy-Britanniában lépett fel, a Royal Albert Hallban a Marvin Hamlisch vezényelte Royal Filharmonikus Zenekarral. Torontói koncertjeit 2011. november 17-én és 18-án a The Royal Conservatory of Musicben rögzítette a PBS. Itt Menzel a Kitchener-Waterloo Symphonyval lépett fel, melyet szintén Marvin Hamlisch vezényelt, és a koncert során szerepelt Menzel férje, Taye Diggs is. A felvételek 2012 márciusában jelentek meg CD-n és DVD-n Idina Menzel Live: Barefoot at the Symphony címen.
2014-ben a Frozen azaz Jégvarázs című Disney filmben énekelte Elsa szerepét.

## Magánélete
Menzel férje Taye Diggs, akivel együtt szerepelt a Rent eredeti szereposztásában. Esküvőjük 2003. január 11-én volt, hét év járás után. 2004. december 6-án jelentette a New York Post, hogy számos fenyegető levelet kaptak fajközi házasságuk miatt. Fiuk, Walker Nathaniel Diggs 2009. szeptember 2-án született. Van egy Sammy Davis Jr. nevű yorkshire terrierjük, és két macskájuk, Ella és Coltrane, azaz a „dzsesszmacskák”, mivel két dzsesszénekesről kapták neveiket: Ella Fitzgerald és John Coltrane.

## Munkái

### Színház
| Bemutató | Darab                      | Szerep                                        | Díjak és megjegyzések |
| -------- | -------------------------- | --------------------------------------------- | --- |
| 1996     | Rent                       | Maureen Johnson                               | - eredeti Broadway-szereposztás - Előadások: - New York Theatre Workshop (1996. január 26. – 1996. március 31.) - Nederlander Theatre (1996. április 29. – 1997. július 1.) - Jelölés – 1996 Tony-díj a legjobb bemutatkozó musicalszínésznőnek |
| 2000     | The Wild Party             | Kate                                          | - Előadások: Manhattan Theatre Club I. színpad (2000. február 24. – 2000. április 9.) - Jelölés – 2000 Drámakritikusok Díja a legjobb musicalszínésznőnek |
| 2000     | Summer of '42              | Dorothy                                       | - Előadások: The Norma Terris Theatre (2000. augusztus 10. – 2000. szeptember 3.) |
| 2001     | Hair                       | Sheila                                        | - Előadások: New York City Center (2001. május 3. – 2001. május 7.) |
| 2001     | Aida                       | Amneris                                       | - új Broadway-szereposztás - Előadások: Palace Theatre (2001. szeptember 13. – 2002. január 27.) |
| 2002     | A Vagina Monológok         | előadó                                        | - Előadások: Westside Theatre (földszint) (2002. március 5. – 2002. április 14.) |
| 2002     | Funny Girl (koncert)       | Fanny Brice                                   | - Előadások: New Amsterdam Theatre (2002. szeptember 23.) - A „Cornet Man” című dalt adta elő. |
| 2003     | Wicked                     | Elphaba                                       | - eredeti Broadway-szereposztás - Előadások: George Gershwin Theatre (2003. október 30. – 2005. január 8.) - Díj – Tony-díj a legjobb főszereplő musicalszínésznőnek - Díj – Broadway.com-közönségdíj a legjobb főszereplő musicalszínésznőnek - Díj – Broadway.com-közönségdíj a legjobb dívajátékért - Díj – Broadway.com-közönségdíj a legjobb színpadi párosnak (Kristin Chenoweth-tel) - Jelölés – Drámakritikusok Díja a legjobb musicalszínésznőnek - Jelölés – Outer Critics Circle Award a legjobb főszereplő musicalszínésznőnek - Jelölés – Drámaszövetség Díja a kiváló játékért |
| 2005     | See What I Wanna See       | Kesa / The Wife (Lily) / The Actress (Deanna) | - Előadások: The Public Theater (2005. október 30. – 2005. december 4.) - Jelölés – Drámakritikusok Díja a legjobb főszereplő musicalszínésznőnek - Jelölés – Drámaszövetség Díja a kiváló játékért |
| 2006     | Wicked (London)            | Elphaba                                       | - eredeti londoni West End-szereposztás - Előadások: Apollo Victoria Theatre (2006. szeptember 7. – 2006. december 30.) - Díj – WhatsOnStage.com Színházjárók Díja a legjobb musicalszínésznőnek |
| 2008     | Chess in Concert (koncert) | Florence Vassy                                | - Előadások: Royal Albert Hall (2008. május 12. – 2008. május 13.) |
| 2008     | Nero                       | Poppea                                        | - Előadások: Powerhouse Theatre (2008. július 11. – 2008. július 13.) |

### Filmszerepek
| Év   | Magyar cím                          | Eredeti cím                              | Szerep                  | Magyar hang                                |
| ---- | ----------------------------------- | ---------------------------------------- | ----------------------- | ------------------------------------------ |
| 2001 | Csók, Jessica Stein                 | Kissing Jessica Stein                    | Bridesmaid              |                                            |
| 2002 | Egy csók és más minden              | Just a Kiss                              | Linda                   | Kiss Virág                                 |
| 2004 |                                     | The Tollbooth                            | Raquel Cohen-Flaxman    |                                            |
| 2004 |                                     | Water                                    | Jessy Turner            |                                            |
| 2005 | Rent – Bohém élet                   | Rent                                     | Maureen Johnson         | Náray Erika                                |
| 2006 | Kárhozott szeretők                  | Ask the Dust                             | Vera Rivkin             | Spilák Klára                               |
| 2007 |                                     | ShowBusiness: The Road to Broadway       | önmaga                  |                                            |
| 2007 | Bűbáj                               | Enchanted                                | Nancy Tremaine          | Kéri Kitty                                 |
| 2007 | Beowulf – Legendák lovagja          | Beowulf                                  | önmaga                  |                                            |
| 2011 | Jégvarázs                           | Frozen                                   | Elsa (hangja)           | Farkasházi Réka Füredi Nikolett (énekhang) |
| 2015 | Jégvarázs: Party Láz                | Frozen Fever                             | Elsa (hangja)           | Farkasházi Réka Füredi Nikolett (énekhang) |
| 2017 | Olaf karácsonyi kalandja            | Olaf's Frozen Adventure                  | Elsa (hangja)           | Farkasházi Réka Füredi Nikolett (énekhang) |
| 2018 | Ralph lezúzza a netet               | Ralph Breaks the Internet                | Elsa (hangja)           | Farkasházi Réka                            |
| 2019 | Csiszolatlan gyémánt                | Uncut Gems                               | Dinah Ratner            | Majsai-Nyilas Tünde                        |
| 2019 | Jégvarázs 2.                        | Frozen II                                | Elsa (hangja)           | Farkasházi Réka Füredi Nikolett (énekhang) |
| 2021 | Hamupipőke                          | Cinderella                               | Vivian                  | Györgyi Anna                               |
| 2022 |                                     | American Murderer                        | Melanie                 |                                            |
| 2022 | Bűbáj 2. – Kiábrándulva             | Disenchanted                             | Nancy Tremaine          | Kéri Kitty Füredi Nikolett (énekhang)      |
| 2023 | Ne merészelj eljönni a bát micvámra | You Are So Not Invited to My Bat Mitzvah | Bree Friedman           | Sági Tímea                                 |
| 2023 | Volt egyszer egy stúdió             | Once Upon a Studio                       | Elsa (hangja)           | Farkasházi Réka                            |
| 2024 | Wicked                              | Wicked                                   | Varázsmánia szupersztár | Füredi Nikolett                            |

### Televíziós szerepek
- Hercules: The Animated Series mint Circe (1998) 1 epizód
- Ments meg! mint Carol (2004) 1 epizód
- Kevin Hill mint Francine Prescott (2005) 2 epizód
- Soundstage mint önmaga (2009) 1 epizód
- Doktor Addison mint Lisa King (2009) 2 epizód
- PBS Great Performances mint önmaga (2009) 1 epizód
- Glee mint Shelby Corcoran (2010) 5 epizód

### Diszkográfia

#### Stúdióalbumok
| Év   | Album                  | USA | brit | Eladott példányszám |
| ---- | ---------------------- | --- | ---- | ------------------- |
| 1998 | Still I Can’t Be Still | —   | —    | 9,000               |
| 2004 | Here                   | —   | —    | ismeretlen          |
| 2008 | I Stand                | 58  | 54   | ismeretlen          |

#### Kislemezek
| Év   | Cím                   | Hot 100 | U.S. AC | U.S. Dance | IRE | Album                                  |
| ---- | --------------------- | ------- | ------- | ---------- | --- | -------------------------------------- |
| 1998 | „Minuet”              | —       | —       | —          | 48  | Still I Can’t Be Still                 |
| 2006 | „Take Me or Leave Me” | —       | —       | 32         | —   | Rent filmzene                          |
| 2007 | „Defying Gravity”     | —       | —       | 5          | —   | nem albumról                           |
| 2008 | „Brave”               | —       | 19      | —          | —   | I Stand                                |
| 2008 | „Gorgeous”            | —       | —       | 3          | —   | I Stand                                |
| 2008 | „Hope”                | —       | —       | —          | —   | nem albumról                           |
| 2010 | „I Dreamed a Dream”   | 31      | —       | —          | —   | Glee: The Music, Volume 3 Showstoppers |
| 2010 | „Funny Girl”          | —       | —       | —          | —   | Glee-kislemez                          |
| 2010 | „Poker Face”          | 20      | —       | —          | —   | Glee: The Music, Volume 3 Showstoppers |

#### Musicalalbumok
| Év   | Cím                                                                                     | Kiadó                |
| ---- | --------------------------------------------------------------------------------------- | -------------------- |
| 1996 | Rent (Original Broadway Cast Recording)                                                 | DreamWorks Records   |
| 2000 | The Wild Party (Lippa) (Off-Broadway)                                                   | RCA Victor Broadway  |
| 2003 | Wicked (Original Broadway Cast Recording)                                               | Decca Records        |
| 2005 | Rent (Original Motion Picture Soundtrack)                                               | Warner Bros. Records |
| 2006 | See What I Wanna See (2005 Original Off-Broadway Cast)                                  | Sh-K-Boom Records    |
| 2009 | Chess in Concert (Live Recording of 2008 Royal Albert Hall Performance)                 | Reprise Records      |
| 2009 | Highlights from Chess in Concert (Live Recording of 2008 Royal Albert Hall Performance) | Reprise Records      |

#### Egyéb
| Év   | Dal                                                                         | Album                                                                 | Kiadó                   |
| ---- | --------------------------------------------------------------------------- | --------------------------------------------------------------------- | ----------------------- |
| 1998 | „Follow If You Lead”                                                        | The Other Sister (Music From The Motion Picture)                      | Hollywood Records       |
| 2003 | „How Shall I See You Through My Tears”, „The Want of a Nail” (háttérénekes) | Camp (Music from the Motion Picture)                                  | Decca Records           |
| 2003 | „I Saw Three Ships”                                                         | Broadway's Greatest Gifts: Carols for a Cure, Vol. 5                  | Rock-It Science Records |
| 2005 | „Damsel In Distress”                                                        | Music from and Inspired by Desperate Housewives (Született feleségek) | Hollywood Records       |
| 2005 | „I Will Be There”                                                           | Genius & Friends                                                      | Rhino Records           |
| 2007 | „A Hero Comes Home” (végefőcím változat)                                    | Beowulf (Music from the Motion Picture)                               | Warner Bros. Records    |
| 2008 | „What If” (duett Rhydian Robertsszel)                                       | Rhydian                                                               | Syco Records            |

## Fordítás
Ez a szócikk részben vagy egészben  az   Idina Menzel című angol Wikipédia-szócikk ezen változatának fordításán alapul.  Az eredeti cikk szerkesztőit annak laptörténete sorolja fel. Ez a jelzés csupán a megfogalmazás eredetét és a szerzői jogokat jelzi, nem szolgál a cikkben szereplő információk forrásmegjelöléseként.

## További információ
- Hivatalos oldal
- Idina Menzel a Facebookon
- Idina Menzel a PORT.hu-n (magyarul)
- Idina Menzel az Internetes Szinkronadatbázisban (magyarul)
- Idina Menzel az Internet Movie Database-ben (angolul)
- Idina Menzel a Rotten Tomatoeson (angolul)